# لیندا کاردلینی
لیندا ادنا کاردلینی (به انگلیسی: Linda Edna Cardellini) (زاده ۲۵ ژوئن ۱۹۷۵) بازیگر آمریکایی است. از فیلم‌های معروف او می‌توان به اسکوبی-دو و اسکوبی-دو ۲، خونه بابا، خونه بابا ۲ و کتاب سبز اشاره کرد.

## فیلم‌شناسی
فهرست برخی از فیلم‌هایی که لیندا کاردلینی در آنها به ایفای نقش پرداخته‌است:
- فریک‌ها و گیک‌ها
- اسکوبی-دو
- اسکوبی-دو ۲
- انتقام‌جویان: عصر اولتران
- لگالی بلاند
- بازگشت
- سوپر
- خونه بابا ۲
- بخش فوریت‌های پزشکی (مجموعه تلویزیونی)
- آبشار جاذبه (انیمیشن تلویزیونی)
- خط خون
- برگر خوب
- مرد مرده در محوطه دانشگاه
- ناگفته
- شاهزاده و سرپرست
- عشق لولی
- تفنگ آمریکایی
- کشتن مرد ایرلندی
- ′′انتقام جویان: پایان بازی′′
- ′′کتاب سبز′′
- ′′کوهستان بروکبک′′